# Программа документирования наследия

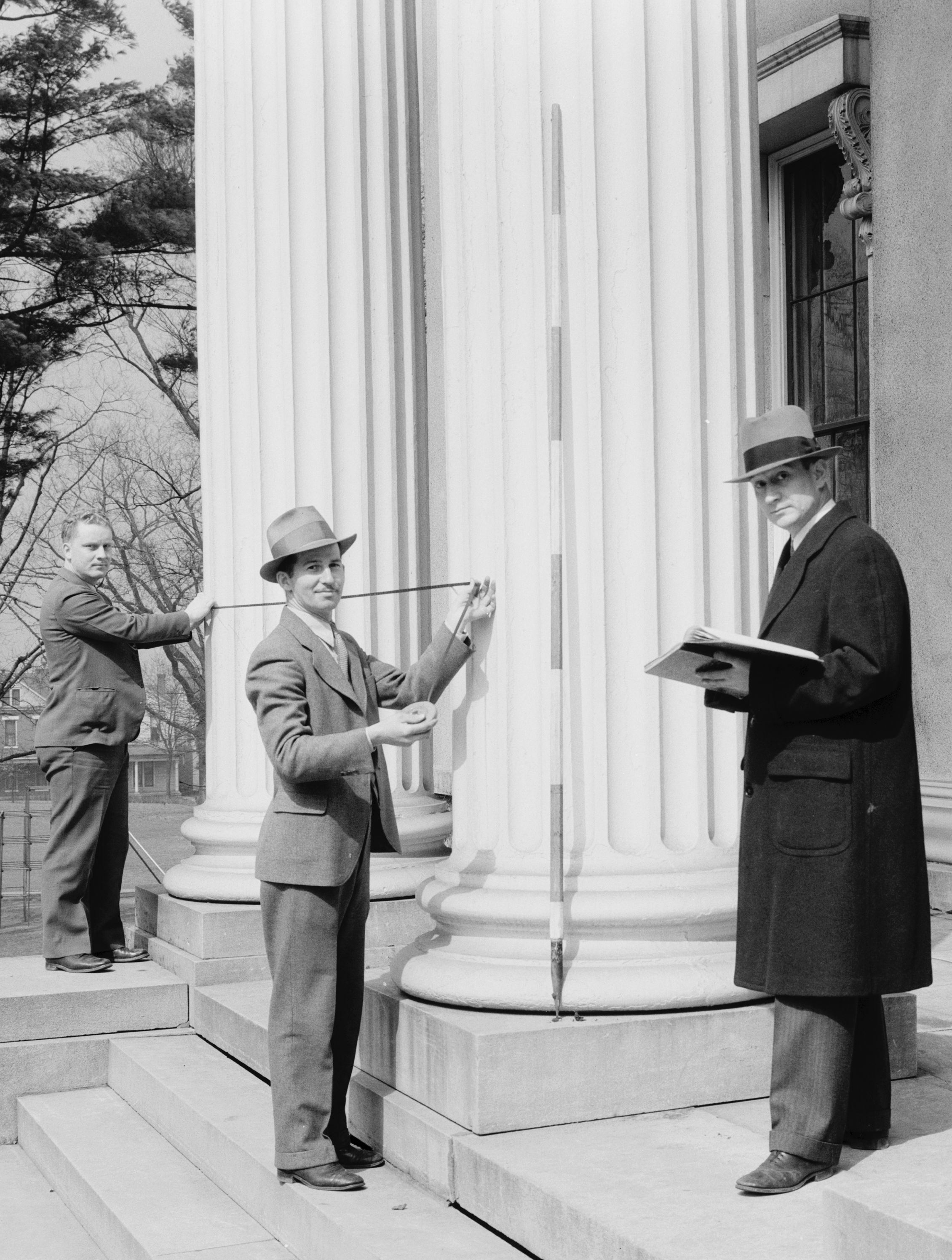
Сотрудники HABS в 1934 году измеряют Кентукскую школу.

Программа документирования наследия — подразделение Службы национальных парков США, отвечающее за управление
- Службой американских исторических памятников
- Регистратором американских инженерных записей
- Службой американских исторических ландшафтов

Эти программы были учреждены в целях документирования исторических мест в США. Записи состоят из чертежей с измерениями, архивных фотографий и написанных отчётов, хранящихся в Отделении печати и фотографии Библиотеки Конгресса США.